# Oituz (okręg Bacău)
Oituz – wieś w Rumunii, w okręgu Bacău, w gminie Oituz. W 2011 roku liczyła 5623 mieszkańców.